# Grecia ai Giochi della IX Olimpiade
La Grecia partecipò ai Giochi della IX Olimpiade, svoltisi ad Amsterdam, Paesi Bassi, dal 28 luglio al 12 agosto 1928,
con una delegazione di 23 atleti impegnati in 4 discipline,
senza aggiudicarsi medaglie.

## Risultati

### Scherma
| Disciplina           | Atleti                                                                                                   | Risultato                |
| -------------------- | --- | ------------------------ |
| Fioretto individuale | Konstantinos Botasis                                                                                     | Eliminato al 1º turno    |
| Fioretto individuale | Konstantinos Nikolopoulos                                                                                | Eliminato al 1º turno    |
| Spada individuale    | Tryfon Triantafyllakos                                                                                   | Eliminato al 2º turno    |
| Spada individuale    | Konstantinos Bembis                                                                                      | Eliminato al 1º turno    |
| Spada individuale    | Georgios Ambet                                                                                           | Eliminato al 1º turno    |
| Spada a squadre      | Konstantinos Botasis Tryfon Triantafyllakos Konstantinos Nikolopoulos Georgios Ambet Konstantinos Bembis | Eliminati al primo turno |
| Sciabola a squadre   | Konstantinos Botasis Georgios Ambet Tryfon Triantafyllakos Konstantinos Nikolopoulos                     | Eliminati al primo turno |